# Gene Guarilia
Eugene Michael Guarilia (ur. 13 września 1937 w Duryea, zm. 20 listopada 2016 tamże) – amerykański koszykarz, skrzydłowy, czterokrotny mistrz NBA.

## Osiągnięcia
College
- Zaliczany do składu All-SEC

NBA
- 4-krotny mistrz NBA (1960-1963)[2]